# ابو خنادق
ابو خنادق (به عربی: أبو خنادق) یک روستا در سوریه است که در ناحیه صبوره واقع شده‌است. ابو خنادق ۵۰۷ نفر جمعیت دارد.